# Ejner Federspiel
Ejner Federspiel (født 12. august 1896 i Aarhus, død 21. november 1981) var en dansk skuespiller og far til skuespillerinden Birgitte Federspiel. Han var elev hos Thorkild Roose og blev derefter engageret til Det Ny Teater. Sidenhen kom han til Odense Teater og Århus Teater og optrådte også flittigt på mange landsturnéer.
Senere var han i en periode ansat på forskellige privatteatre i København.
I en alder af over 70 år – og helt frem til sin død – sluttede Ejner Federspiel sin filmkarriere fornemt af, ved i næsten hver eneste af de populære Olsen Banden-film at spille den gamle, affældige vagtmand, som hverken opdager det ene eller det andet, og i Olsen Banden-film nr. 5 spillede han endda Bennys svigerfar – i øvrigt med sin egen datter, Birgitte, i rollen som sin datter.
I perioden 1945-1975 var han ved siden af at være skuespiller også bevillingshaver til biografen ved Bellevue Teatret.
Ejner Federspiel er begravet på Ordrup Kirkegård, men gravstedet er sidenhen blevet nedlagt.

## Filmografi
| År   | Titel                             | Rolle                                                                      | Noter |
| ---- | --------------------------------- | -------------------------------------------------------------------------- | ----- |
| 1934 | København, Kalundborg og - ?      |                                                                            |       |
| 1934 | 7-9-13                            |                                                                            |       |
| 1938 | Livet på Hegnsgaard               |                                                                            |       |
| 1939 | Komtessen på Stenholt             |                                                                            |       |
| 1940 | Jens Langkniv                     |                                                                            |       |
| 1940 | Familien Olsen                    |                                                                            |       |
| 1941 | Niels Pind og hans dreng          |                                                                            |       |
| 1942 | Tordenskjold går i land           |                                                                            |       |
| 1942 | Forellen                          |                                                                            |       |
| 1942 | Alle mand på dæk                  |                                                                            |       |
| 1942 | Naar bønder elsker                |                                                                            |       |
| 1942 | Søren Søndervold                  |                                                                            |       |
| 1943 | Møllen                            |                                                                            |       |
| 1943 | Kriminalassistent Bloch           |                                                                            |       |
| 1943 | Jeg mødte en Morder               |                                                                            |       |
| 1944 | De tre skolekammerater            |                                                                            |       |
| 1945 | I går og i morgen                 |                                                                            |       |
| 1946 | Hans store aften                  |                                                                            |       |
| 1947 | Familien Swedenhielm              |                                                                            |       |
| 1949 | For frihed og ret                 |                                                                            |       |
| 1950 | De røde heste                     |                                                                            |       |
| 1950 | Min kone er uskyldig              |                                                                            |       |
| 1950 | Vesterhavsdrenge                  |                                                                            |       |
| 1951 | Familien Schmidt                  |                                                                            |       |
| 1952 | Vejrhanen                         |                                                                            |       |
| 1954 | Vores lille by                    |                                                                            |       |
| 1955 | Ordet                             |                                                                            |       |
| 1958 | Seksdagesløbet                    |                                                                            |       |
| 1961 | Harry og kammertjeneren           |                                                                            |       |
| 1962 | Der brænder en ild                |                                                                            |       |
| 1962 | Den kære familie                  |                                                                            |       |
| 1964 | Don Olsen kommer til byen         |                                                                            |       |
| 1964 | Tine                              |                                                                            |       |
| 1964 | Fem mand og Rosa                  |                                                                            |       |
| 1967 | Brødrene paa Uglegården           | Onkel                                                                      |       |
| 1967 | Historien om Barbara              |                                                                            |       |
| 1968 | Olsen-banden                      | Togkonduktør                                                               |       |
| 1969 | Manden der tænkte ting            |                                                                            |       |
| 1969 | Tænk på et tal                    |                                                                            |       |
| 1969 | Christa                           |                                                                            |       |
| 1970 | Rend mig i revolutionen           |                                                                            |       |
| 1970 | Og så er der bal bagefter         |                                                                            |       |
| 1970 | Oktoberdage                       |                                                                            |       |
| 1972 | Præsten i Vejlby                  |                                                                            |       |
| 1973 | Olsen-banden går amok             | Købmanden, hvis datter Ragna spilles af Ejners datter, Birgitte Federspiel |       |
| 1976 | Affæren i Mølleby                 |                                                                            |       |
| 1976 | Olsen-banden ser rødt             | Joachim, baronens butler                                                   |       |
| 1977 | Olsen-banden deruda'              |                                                                            |       |
| 1978 | Olsen-banden går i krig           | Nattevagt                                                                  |       |
| 1979 | Olsen-banden overgiver sig aldrig | Vagtmand                                                                   |       |
| 1979 | Rend mig i traditionerne          |                                                                            |       |
| 1981 | Langturschauffør                  |                                                                            |       |

### Tv-serier
- Huset på Christianshavn (afsnit 15, 31 og 58; 1970-1977)